# Liste der Hallenasienmeister in der Leichtathletik/Medaillengewinnerinnen
Die Liste der Hallenasienmeister in der Leichtathletik führt sämtliche Medaillengewinnerinnen bei Leichtathletik-Hallenasienmeisterschaften seit 2004 auf. Sie ist gegliedert nach Wettbewerben, die aktuell zum Wettkampfprogramm gehören, und nach nicht mehr ausgetragenen Wettbewerben.

## Aktuelle Wettbewerbe

### 60 m
| Hallenasienmeisterschaften | Hallenasienmeisterschaften | Gold               | Silber             | Bronze             |
| -------------------------- | -------------------------- | ------------------ | ------------------ | ------------------ |
| 2004                       | Teheran                    | Zhu Yiaqing        | Ruqaya al-Ghasra   | Saori Kitakaze     |
| 2006                       | Pattaya                    | Nongnuch Sanrat    | Sangwan Jaksunin   | Orranut Klomdee    |
| 2008                       | Doha                       | Ruqaya al-Ghasra   | Wang Yingju        | Nongnuch Sanrat    |
| 2010                       | Teheran                    | Jiang Lan          | Han Ling           | Olga Bludowa       |
| 2012                       | Hangzhou                   | Wei Yongli         | Tao Yujia          | Wiktorija Sjabkina |
| 2014                       | Hangzhou                   | Tao Yujia          | Olga Safronowa     | Maryam Tousi       |
| 2016                       | Doha                       | Wiktorija Sjabkina | Yuan Qiqi          | Dutee Chand        |
| 2018                       | Teheran                    | Liang Xiaojing     | Wiktorija Sjabkina | Farzaneh Fasihi    |
| 2023                       | Astana                     | Farzaneh Fasihi    | Olga Safronowa     | Valentine Lonteng  |
| 2024                       | Teheran                    | Farzaneh Fasihi    | Olga Safronowa     | Supanich Poolkerd  |

### 400 m
| Hallenasienmeisterschaften | Hallenasienmeisterschaften | Gold                     | Silber             | Bronze                 |
| -------------------------- | -------------------------- | ------------------------ | ------------------ | ---------------------- |
| 2004                       | Teheran                    | Tatjana Chadschimuradowa | Ruqaya al-Ghasra   | Pinki Pramanik         |
| 2006                       | Pattaya                    | Anna Gawrjuschenko       | Saowalee Kaewchuay | Marina Iwanowa         |
| 2008                       | Doha                       | Ruqaya al-Ghasra         | Marina Masljonko   | Mandeep Kaur           |
| 2010                       | Teheran                    | Marina Masljonko         | Jauna Murmu        | Jelena Dombrowskaja    |
| 2012                       | Hangzhou                   | Maryam Tousi             | Chen Jingwen       | Tang Xiaoyin           |
| 2014                       | Hangzhou                   | Maryam Tousi             | Julija Rachmanowa  | Olga Andrejewa         |
| 2016                       | Doha                       | Kemi Adekoya             | Elina Michina      | Quách Thị Lan          |
| 2018                       | Teheran                    | Swetlana Golendowa       | Elina Michina      | Upamalika Rathnakumari |
| 2023                       | Astana                     | Elina Michina            | Nguyễn Thị Huyền   | Sri Maya Sari          |
| 2024                       | Teheran                    | Nanako Matsumoto         | Nazanin Fatemeh    | Kazhal Rostami         |

### 800 m
| Hallenasienmeisterschaften | Hallenasienmeisterschaften | Gold                | Silber               | Bronze               |
| -------------------------- | -------------------------- | ------------------- | -------------------- | -------------------- |
| 2004                       | Teheran                    | Miki Nishimura      | Liu Qing             | Pinki Pramanik       |
| 2006                       | Pattaya                    | Zamira Amirova      | Sinimole Paulose     | Wiktorija Jalowzewa  |
| 2008                       | Doha                       | Sinimole Paulose    | Sushma Devi          | Margarita Mazko      |
| 2010                       | Teheran                    | Trương Thanh Hằng   | Tatjana Borissowa    | Mina Poorseifi       |
| 2012                       | Hangzhou                   | Zhao Jing           | Genzeb Shumi         | Song Tingting        |
| 2014                       | Hangzhou                   | Tatjana Jurtschenko | Xenija Faiskanowa    | Tatjana Nerosnak     |
| 2016                       | Doha                       | Marta Yota          | Nimali Liyanarachchi | Tatjana Nerosnak     |
| 2018                       | Teheran                    | Wang Chunyu         | Hu Zhiying           | Nimali Liyanarachchi |
| 2023                       | Astana                     | Wu Hongjiao         | Ayano Shiomi         | Rao Xinyu            |
| 2024                       | Teheran                    | Toktam Dastarbandan | Negin Azari Edalat   | Aqbajan Nurmämschet  |

### 1500 m
| Hallenasienmeisterschaften | Hallenasienmeisterschaften | Gold                  | Silber              | Bronze                  |
| -------------------------- | -------------------------- | --------------------- | ------------------- | ----------------------- |
| 2004                       | Teheran                    | Xie Sainan            | Swetlana Lukaschewa | Leila Ebrahimi          |
| 2006                       | Pattaya                    | Sinimole Paulose      | Jaisha Orchatteri   | Swetlana Lukaschewa     |
| 2008                       | Doha                       | Sinimole Paulose      | Sushma Devi         | Sara Bakheet Youssef    |
| 2010                       | Teheran                    | Wiktorija Poljudina   | Tatjana Borissowa   | Leila Ebrahimi          |
| 2012                       | Hangzhou                   | Genzeb Shumi          | Betlhem Desalegn    | Liu Fang                |
| 2014                       | Hangzhou                   | Maryam Yusuf Jamal    | Betlhem Desalegn    | Wiktorija Poljudina     |
| 2016                       | Doha                       | Tigist Gashaw         | Sugandha Kumari     | Eranga Rashila Dulakshi |
| 2018                       | Teheran                    | Gayanthika Abeyrathne | Tatjana Nerosnak    | Nguyễn Thị Oanh         |
| 2023                       | Astana                     | Nguyễn Thị Oanh       | Yume Gotō           | Aqbajan Nurmämschet     |
| 2024                       | Teheran                    | Harmilan Bains        | Ainuska Kalil kysy  | Ajana Bolatbekqysy      |

### 3000 m
| Hallenasienmeisterschaften | Hallenasienmeisterschaften | Gold                        | Silber              | Bronze               |
| -------------------------- | -------------------------- | --------------------------- | ------------------- | -------------------- |
| 2004                       | Teheran                    | Swetlana Lukaschewa         | Leila Ebrahimi      | Elham Zanbouri       |
| 2006                       | Pattaya                    | Zhu Xiaolin                 | Sun Weiwei          | Jaisha Orchatteri    |
| 2008                       | Doha                       | Preeja Sreedharan           | Kavita Raut         | Sara Bakheet Youssef |
| 2010                       | Teheran                    | Wiktorija Poljudina         | Leila Ebrahimi      | Mahboubeh Ghayour    |
| 2012                       | Hangzhou                   | Shitaye Eshete              | Betlhem Desalegn    | Tejitu Daba          |
| 2014                       | Hangzhou                   | Maryam Yusuf Jamal          | Betlhem Desalegn    | Alia Saeed Mohammed  |
| 2016                       | Doha                       | Ruth Jebet                  | Alia Saeed Mohammed | Anju Takamizawa      |
| 2018                       | Teheran                    | Tatjana Nerosnak            | Gulschanoi Satarowa | Nguyễn Thị Oanh      |
| 2023                       | Astana                     | Caroline Chepkoech Kipkirui | He Wuga             | Yuma Yamamoto        |
| 2024                       | Teheran                    | Yuma Yamamoto               | Ankita Dhyani       | Ainuska Kalil kysy   |

### 60 m Hürden
| Hallenasienmeisterschaften | Hallenasienmeisterschaften | Gold                  | Silber                | Bronze               |
| -------------------------- | -------------------------- | --------------------- | --------------------- | -------------------- |
| 2004                       | Teheran                    | Jia Xu                | Tomoko Motegi         | Padideh Bolourizadeh |
| 2006                       | Pattaya                    | Zhang Rong            | Natalja Iwoninskaja   | Dedeh Erawati        |
| 2008                       | Doha                       | Liu Jing              | Anastassija Soprunowa | Leelavathi Veerappan |
| 2010                       | Teheran                    | Wong Wing Sum         | Somayyeh Mehrban      | Elnaz Kompanizare    |
| 2012                       | Hangzhou                   | Wu Shuijiao           | Natalja Iwoninskaja   | Sun Yawei            |
| 2014                       | Hangzhou                   | Wu Shuijiao           | Anastassija Pilipenko | Sun Yawei            |
| 2016                       | Doha                       | Anastassija Pilipenko | Valentina Kibalnikova | Gayathri Govindaraj  |
| 2018                       | Teheran                    | Äigerim Schynasbekowa | Elnaz Kompanizare     | Sara Nadafi          |
| 2023                       | Astana                     | Masumi Aoki           | Jyothi Yarraji        | Chen Jiamin          |
| 2024                       | Teheran                    | Jyothi Yarraji        | Asuka Terada          | Lui Lai Yiu          |

### 4 × 400 m Staffel
| Hallenasienmeisterschaften | Hallenasienmeisterschaften | Gold                                                                                  | Silber                                                                                | Bronze                                                                               |
| -------------------------- | -------------------------- | ------------------------------------------------------------------------------------- | ------------------------------------------------------------------------------------- | ------------------------------------------------------------------------------------ |
| 2004                       | Teheran                    | Iran Zohreh Farjam Mina Poorseifi Hadis Shahrami Leila Ebrahimi                       | Iran Atefeh Shadman Nobahar Rezvan Somayyeh Mehraban Maedeh Chavoshizadeh             |                                                                                      |
| 2006                       | Pattaya                    | Kasachstan Swetlana Lukaschewa Marina Iwanowa Wiktorija Jalowzewa Anna Gawrjuschenko  | Thailand Yuangjan Panthakarn Saowalee Kaewchuay Sunantha Kinnareewong Wassana Winatho | Indien Korda Maridula Sinimole Paulose Rupinder Kaur C. Bhubneshwari                 |
| 2008                       | Doha                       | Indien Mandeep Kaur Manjeet Kaur Sini Jose Chitra Soman                               | Kasachstan Tatjana Asarowa Marina Masljonko Wiktorija Jalowzewa Anna Gawrjuschenko    | Thailand Jutamass Tawoncharoen Saowalee Kaewchuay Kunya Harnthong Treewadee Yongphan |
| 2010                       | Teheran                    | Indien Priyanka Pawar Jauna Murmu Ashwini Akkunji Karnatapu Sowjanya                  | Kasachstan Jelena Dombrowskaja Marina Masljonko Olga Bludowa Oksana Werner            | Iran Mina Poorseifi Maryam Tousi Soulmaz Azimian Soudabeh Sobhani                    |
| 2012                       | Hangzhou                   | Volksrepublik China Chen Yanmei Tang Xiaoyin Cheng Chong Chen Jingwen                 | Kasachstan Natalja Tukowa Jekaterina Jermak Margarita Kudinowa Alexandra Kusina       | Kirgisistan Olessja Korowina Anna Bulanowa Xenia Kadkina Julija Chodykina            |
| 2014                       | Hangzhou                   | Kasachstan Elina Michina Tatjana Jurtschenko Olga Andrejewa Julija Rachmanowa         | Thailand Karat Srimuang Atchima Eng-Chuan Pornpan Hoemhuk Treewadee Yongphan          | Volksrepublik China Zhou Yanling Chen Jingwen Li Manyuan Wang Huan                   |
| 2016                       | Doha                       | Bahrain Salwa Eid Naser Aminat Jamal Iman Essa Jasim Kemi Adekoya                     | Iran Fasihi Farzaneh Sepideh Tavakoli Elnaz Kompanizare Maryam Tousi                  | Jordanien Rasem Hashem Sabrieh Maradat Aliya Boshnak Ael al-Qadi                     |
| 2018                       | Teheran                    | Kasachstan Swetlana Golendowa Adelina Achmetowa Wiktorija Sjabkina Elina Michina      | Iran Maryam Mohebbi Faezeh Nesaei Elham Kakoli Hanieh Samari                          | Turkmenistan ? Mariya Rozymowa                                                       |
| 2023                       | Astana                     | Kasachstan Adelina Achmetowa Alexandra Saljubowskaja Kristina Korjagina Elina Michina | Usbekistan Laylo Allaberganova Kamila Mirsaliyeva Malika Rajabova Farida Soliyeva     |                                                                                      |
| 2024                       | Teheran                    | Kasachstan Adelina Sems Anna Schumilo Marija Schuwalowa Kristina Kondraschowa         | Iran Kazhal Rostami Shahla Mahmoudi Maryam Mohebbi Nazanin Fatemeh                    | Usbekistan Laylo Allaberganova Lidiya Podsepkina Oʻgʻiloy Norboyeva Nurxon Ochilova  |

### Hochsprung
| Hallenasienmeisterschaften | Hallenasienmeisterschaften | Gold                  | Silber                              | Bronze                |
| -------------------------- | -------------------------- | --------------------- | ----------------------------------- | --------------------- |
| 2004                       | Teheran                    | Miyuki Fukumoto       | Bobby Aloysius                      | Sahana Kumari         |
| 2006                       | Pattaya                    | Marina Aitowa         | Tatjana Jefimenko Svetlana Radzivil |                       |
| 2008                       | Doha                       | Tatjana Jefimenko     | Anna Ustinowa                       | Jekaterina Jewsejewa  |
| 2010                       | Teheran                    | Marina Aitowa         | Anna Ustinowa                       | Qiao Yanrui           |
| 2012                       | Hangzhou                   | Zheng Xingjuan        | Wang Yang                           | Dương Thị Việt Anh    |
| 2014                       | Hangzhou                   | Svetlana Radzivil     | Zheng Xingjuan                      | Zhao Jian             |
| 2016                       | Doha                       | Svetlana Radzivil     | Nadiya Dusanova                     | Zheng Xingjuan        |
| 2018                       | Teheran                    | Nadiya Dusanova       | Sepideh Tavakoli                    | Nadeschda Dubowizkaja |
| 2023                       | Astana                     | Nadeschda Dubowizkaja | Kristina Owtschinnikowa             | Jelisaweta Matwejewa  |
| 2024                       | Teheran                    | Jelisaweta Matwejewa  | Shao Yuqi                           | Lu Jiawen             |

### Stabhochsprung
| Hallenasienmeisterschaften | Hallenasienmeisterschaften | Gold                  | Silber                 | Bronze                           |
| -------------------------- | -------------------------- | --------------------- | ---------------------- | -------------------------------- |
| 2004                       | Teheran                    | Zhang Na              | Roslinda Samsu         | Chang Ko-hsin                    |
| 2006                       | Pattaya                    | Ikuko Nishikori       | Mami Nakano            | Sun Lei                          |
| 2008                       | Doha                       | Ikuko Nishikori       | Roslinda Samsu         | Takayo Kondō                     |
| 2010                       | Teheran                    | Roslinda Samsu        | Tatjana Turkowa        |                                  |
| 2012                       | Hangzhou                   | Li Ling               | Choi Yun-hee           | Megumi Nakada                    |
| 2014                       | Hangzhou                   | Tomomi Abiko          | Ren Mengqian Xu Huiqin |                                  |
| 2016                       | Doha                       | Li Ling               | Ren Mengqian           | Tomomi Abiko                     |
| 2018                       | Teheran                    | Anastassija Jermakowa | Mahsa Mirzatabibi      | Sara Karimi Niloofar Fashkhorani |
| 2023                       | Astana                     | Mayu Nasu             | Vengatesh Pavithra     | P. Rosy Meena                    |

### Weitsprung
| Hallenasienmeisterschaften | Hallenasienmeisterschaften | Gold                  | Silber               | Bronze             |
| -------------------------- | -------------------------- | --------------------- | -------------------- | ------------------ |
| 2004                       | Teheran                    | Xu Bei                | Jetty Joseph         | Wang Kuo-huei      |
| 2006                       | Pattaya                    | Maho Hanaoka          | Anju Bobby George    | Olessja Beljajewa  |
| 2008                       | Doha                       | Chen Yaling           | Anju Bobby George    | Maliakhal Prajusha |
| 2010                       | Teheran                    | Ljudmila Grankowskaja | Chen Yaling          | Reshmi Bose        |
| 2012                       | Hangzhou                   | Lu Minjia             | Anastassija Kudinowa | Wang Wupin         |
| 2014                       | Hangzhou                   | Yurina Hiraka         | Darya Reznichenko    | Jiang Yanfei       |
| 2016                       | Doha                       | Mayookha Johny        | Bùi Thị Thu Thảo     | Olga Rypakowa      |
| 2018                       | Teheran                    | Bùi Thị Thu Thảo      | Nayana James         | Neena Varakil      |
| 2023                       | Astana                     | Sumire Hata           | Huang Yingying       | Darya Reznichenko  |
| 2024                       | Teheran                    | Xiong Shiqi           | Tan Mengyi           | Tiffany Yue        |

### Dreisprung
| Hallenasienmeisterschaften | Hallenasienmeisterschaften | Gold                  | Silber                  | Bronze                 |
| -------------------------- | -------------------------- | --------------------- | ----------------------- | ---------------------- |
| 2004                       | Teheran                    | Xie Limei             | Svetlana Klimina        | Wang Kuo-huei          |
| 2006                       | Pattaya                    | Jelena Parfjonowa     | Olessja Beljajewa       | Thitima Muangjan       |
| 2008                       | Doha                       | Olga Rypakowa         | Li Qian                 | Liu Yanan              |
| 2010                       | Teheran                    | Liu Yanan             | Ljudmila Grankowskaja   | Tatjana Konitschschewa |
| 2012                       | Hangzhou                   | Xie Limei             | Li Yanmei               | Ljudmila Grankowskaja  |
| 2014                       | Hangzhou                   | Anastasiya Juravlyeva | Aleksandra Kotlyarova   | Li Xiaohong            |
| 2016                       | Doha                       | Olga Rypakowa         | Mayookha Johny          | Irina Ektowa           |
| 2018                       | Teheran                    | Irina Ektowa          | Nellickal Verkay Sheena | Bùi Thị Thu Thảo       |
| 2023                       | Astana                     | Sharifa Davronova     | Mariko Morimoto         | Chen Ting              |
| 2024                       | Teheran                    | Chen Jie              | Zeng Rui                | Marija Jefremowa       |

### Kugelstoßen
| Hallenasienmeisterschaften | Hallenasienmeisterschaften | Gold              | Silber              | Bronze              |
| -------------------------- | -------------------------- | ----------------- | ------------------- | ------------------- |
| 2004                       | Teheran                    | Zhang Xiaoyu      | Iolanta Uljewa      | Olga Shukina        |
| 2006                       | Pattaya                    | Qian Chunhua      | Juttaporn Krasaeyan | Hamida al-Habsi     |
| 2008                       | Doha                       | Gong Lijiao       | Iolanta Uljewa      | Juttaporn Krasaeyan |
| 2010                       | Teheran                    | Leila Rajabi      | Meng Qianqian       | Ma Qiao             |
| 2012                       | Hangzhou                   | Liu Xiangrong     | Leila Rajabi        | Meng Qianqian       |
| 2014                       | Hangzhou                   | Safiya Burxonova  | Bian Ka             | Lin Chia-ying       |
| 2016                       | Doha                       | Geng Shuang       | Guo Tianqian        | Noora Salem Jasim   |
| 2018                       | Teheran                    | Yelena Smolyanova | Maryam Norouzi      | Sana Dadres         |
| 2023                       | Astana                     | Jeong Yu-sun      | Lee Su-jung         | Eki Febri Ekawati   |
| 2024                       | Teheran                    | Sun Yue           | Malika Nasreddinova | Elham Sadathashemi  |

### Fünfkampf
| Hallenasienmeisterschaften | Hallenasienmeisterschaften | Gold                | Silber                 | Bronze              |
| -------------------------- | -------------------------- | ------------------- | ---------------------- | ------------------- |
| 2004                       | Teheran                    | Yuki Nakata         | Padideh Bolourizadeh   | Swetlana Pessowa    |
| 2006                       | Pattaya                    | Olga Rypakowa       | Liu Haili              | Wassana Winatho     |
| 2008                       | Doha                       | Irina Naumenko      | Wassana Winatho        | Olga Lapina         |
| 2010                       | Teheran                    | Zahra Nabizadeh     | Bahar Khasrou          | Farzaneh Mashayekhi |
| 2012                       | Hangzhou                   | Irina Karpowa       | Dương Thị Việt Anh     | Sepideh Tavakoli    |
| 2014                       | Hangzhou                   | Wang Qingling       | Yuliya Tarasova        | Irina Karpowa       |
| 2016                       | Doha                       | Yekaterina Voronina | Sepideh Tavakoli       | Chie Kiriyama       |
| 2018                       | Teheran                    | Sepideh Tavakoli    | Aleksandra Yurkevskaya | Irina Welihanowa    |
| 2023                       | Astana                     | Yekaterina Voronina | Swapna Barman          | Yuki Yamasaki       |
| 2024                       | Teheran                    | Nina Schultz        | Fatemeh Mohitizadeh    | Alina Tschistjakowa |

## Frühere Wettbewerbe

### 200 m
Dieser Bewerb wurde nur bei den Hallenasienmeisterschaften 2004 ausgetragen und anschließend ersatzlos gestrichen.
| Hallenasienmeisterschaften | Hallenasienmeisterschaften | Gold     | Silber           | Bronze      |
| -------------------------- | -------------------------- | -------- | ---------------- | ----------- |
| 2004                       | Teheran                    | Rong Xie | Ruqaya al-Ghasra | Asami Tanno |

### 3000 m Bahngehen
Dieser Bewerb wurde nur bei den Hallenasienmeisterschaften 2004 ausgetragen und anschließend ersatzlos gestrichen.
| Hallenasienmeisterschaften | Hallenasienmeisterschaften | Gold        | Silber        | Bronze        |
| -------------------------- | -------------------------- | ----------- | ------------- | ------------- |
| 2004                       | Teheran                    | Jasmin Kaur | Ameneh Safavi | Homa Sheykhan |